# Tris Speaker
Tristram E. Speaker (Hubbard, Texas, 4 de abril de 1888 - Condado de Hill (Texas), 8 de diciembre de 1958), llamado también Spoke (modificación de su apellido) y Grey Eagle (Águila Gris por su cabello prematuramente grisáceo), fue un jugador de béisbol de las Grandes Ligas, considerado uno de los mejores jugadores del jardín central en la historia de este deporte. Speaker ingreso en el Salón de la Fama del béisbol en 1937.
Después de jugar en las ligas menores de Texas y Arkansas, Speaker debutó con los Boston Red Sox en 1907. Fue el jardinero central regular en 1909 y fue el líder de los Red Sox en los campeonatos de la Serie Mundial en 1912 y 1915. En el año 1915, Speaker tuvo un promedio de bateo de .322 de .338 en la temporada previa. Fue negociado a los Cleveland Indians cuando rechazó un recorte salarial. Como mánager jugador para Cleveland fue líder en el equipo que obtuvo su primera Serie Mundial. En siete de sus nueve temporadas con Cleveland, finalizó con un promedio de bateo de .350. Speaker fue reasignado como mánager de Cleveland en 1926 después que él y Ty Cobb se vieron cara a cara en discusiones en un juego. Ambos fueron más tarde separados. Durante su dirección como mánager en Cleveland, introdujo el sistema de pelotón en las Ligas Mayores.
Speaker jugó con  Washington Senators en 1927 y con Philadelphia Athletics en 1928, siendo mánager de un equipo de liga menor así como parte de propiedad. Más tarde tuvo varios papeles para Cleveland Indians. Posteriormente lidereo una liga de beisbol bajo techo de corta duración, dirigió un negocio de venta de licores al por mayor, trabajó en ventas y presidió la Comisión de Boxeo de Cleveland. Fue nominado en el lugar 27° entre los 100 grandes jugadores de beisbol de Sporting News en 1999 y fue también incluido en el equipo del siglo. 

## Primeros años
Speaker, hijo de Archie y Nancy Poer Speaker, nació y se crio en Texas. Durante su infancia tuvo un accidente al caer de un caballo en el que se fracturó el brazo derecho. Fue durante su período de recuperación de esta lesión que Speaker comenzó a lanzar y usar su brazo izquierdo y llegó a sentirse tan cómodo que continuó practicando el béisbol como lanzandor zurdo aún después de que su brazo derecho había sanado. Así Speaker, un derecho natural, llegó a ser considerado uno de los mejores bateadores zurdos de la historia del béisbol.
En 1905 se encontraba jugando para el equipo del Politécnico de Fort Worth, ese mismo año, en un juego de fútbol americano se lesionó el brazo izquierdo siendo la recomendación de los médicos amputar el mismo, a lo que Speaker rehusó. Finalmente se recuperó del todo de la lesión, a pesar de la recomendación de los doctores, llegando al béisbol profesional.

## Carrera en las Ligas Menores
En 1906 Speaker llamó la atención del dueño del equipo de Ligas Menores Cleburne Railroaders de la liga de Texas. Jugando para este equipo, el outfielder bateó para .318 por lo que le fue ofrecido un contrato para jugar en Boston en las Grandes Ligas. A esta propuesta se opuso la madre de Speaker, para quién -y no sin cierta razón- las condiciones de los contratos de Ligas Mayores eran cercanos a la esclavitud en esa época. Sin embargo el dueño de los Railroaders, Doak Roberts, tenía confianza en que el joven Speaker daría el paso a las mayores de manera sobresaliente, por lo que decidió vender su contrato a los Red Sox por US$ 800 dólares.
En 1907 Speaker participó en 7 juegos con Boston, bateando para un minúsculo promedio de .158, por lo que al año siguiente fue cambiado al equipo de ligas menores Little Rock Travelers de la liga del sur, terminando con un promedio de .350 y siendo su contrato comprado de nuevo por los Red Sox donde participó en 31 juegos y de nuevo obtuvo un bajo promedio de .224 en 1908.

## Carrera en las Grandes Ligas
Finalmente, Tristam ganó la posición regular en el jardín central en 1909 cuando el jugador regular de la misma, Denny Sullivan, fue traspasado a los Cleveland Naps. El cambio fue productivo para los Red Sox cuando al final de la temporada Speaker había bateado para .309 en 143 turnos y finalizaron terceros en la Liga Americana.
En 1910 los Red Sox firmaron a Duffy Lewis para el jardín izquierdo y junto con Harry Hooper y el mismo Speaker formaron lo que se llamó el "outfield del millón de dólares", uno de los mejores tríos de la Liga Americana de todos los tiempos -este outfield se disolvió cuando Speaker fue traspasado a su vez a los Cleveland Indians en 1916-.
En 1910 y 1911 los Red Sox terminaron segundos por detrás de los Philadelphia Athletics de Connie Mack.
En 1912 Speaker tuvo su mejor temporada. Fue la temporada inaugural del Fenway Park y Speaker jugó en cada uno de los 153 encuentros del equipo de Boston, liderando la Liga Americana en dobles (53) y jonrones (10). Estableció un máximo en su carrera para una temporada con 222 hits, 136 carreras, 580 turnos al bate y 52 bases robadas. Si bien superó en tres oportunidades su promedio de bateo de .383 de ese año, su porcentaje de slugging de .567 fue el más alto en su época. Estableció un récord en las mayores de tres rachas de 20 o más juegos seguidos bateando de hit (30, 23, 22) y más juegos en una temporada. Su desempeño defensivo fue igualmente sobresaliente ese año. Los Boston Red Sox ganaron ese año el banderín de la Americana con 14 juegos de ventaja sobre los Washington Senators y 15 sobre los Philadelphia Athletics.

## La Serie Mundial de 1912
Luego de ganar el banderín de la Americana, los Red Sox enfrentaron a los New York Giants en una cerrada serie de campeonato que, al 6 de octubre de 1912, se hallaba empatada 3-3-1. En el décimo inning del octavo juego, el confiable jardinero central de los Giants, Fred Snodgrass, falló en una jugada relativamente fácil dejando caer un fly que permitió llegar al jugador a segunda base, el siguiente al bate por Boston, Harry Hooper, bateó otro fly, esta vez atrapado correctamente por Snodgrass, lo cual sin embargo no impidió que Clyde Engle avanzara a tercera, entonces el lanzador de los Giants, Christy Mathewson, dio base por bolas a Steve Yerkes y recibió a continuación a Speaker. Lo que sucedió a continuación permanece como uno de los errores más extraños de la historia del béisbol. Speaker, intuyendo probablemente el cansancio de Mathewson -en el décimo inning y en una época en que usualmente no se utilizaban lanzadores relevistas-, hizo swing al primer lanzamiento bateando un foul elevado que seguramente hubiese sido atrapado para ser el segundo out de la entrada de no haber sido porque ni el lanzador Mathewson, el primera base Merkle o el cácher Chief Meyers se movieron para atrapar la pelota. Muchas versiones se han dado al respecto, incluyendo algunas referentes a que tanto Mathewson como Meyers recibieron instrucciones confusas desde la banca de los Red Sox y ambos esperaban que el otro fuese a buscar la bola, hasta la versión que indica que Mathewson, demasiado cansado para buscar el elevado gritó al primera base que fuese tras la bola y este no le escuchó. Cualquiera que fuese la razón, el foul fue contado como el primer strike en la cuenta de Speaker y este le dijo al equipo contrario: "Bueno, esto les va a costar el juego de pelota". Efectivamente, al siguiente lanzamiento, Speaker bateó un sencillo que igualó el encuentro a dos carreras por lado y llevó a Yerkes a la tercera base. A continuación Mathewson dio la base por bolas intencional a Lewis para forzar el out en cualquier base, sin embargo, Larry Gardner bateó un largo elevado para out que no pudo evitar el pisa y corre de Yerkes quien desde la tercera anotó la carrera ganadora dándole a Boston su segunda Serie Mundial.
Al día siguiente, la prensa de New York, buscando resumir la serie de acciones que llevaron a los Giants a perder la Serie Mundial en el décimo inning de un octavo juego que iban ganando, tituló con el siguiente encabezado: "Snodgrass $30,000 muff costs Giants victory" (el error de 30.000 dólares de Snodgrass le cuesta a los Gigantes la victoria) en referencia a la diferencia del monto adicional que recibía el equipo ganador.
El dueño de los Giants, John T. Brush, desolado por la derrota y buscando escapar de las críticas y la prensa tomó un tren a California, sin embargo, resentida su salud, murió antes de la parada en Saint Louis.
Speaker bateó .338 en 1914 y .322 en 1915. Los Red Sox batieron a los Philadelphia Phillies en la Serie Mundial de 1915, liderados por el ganador de 18 juegos y líder en jonrones del equipo con 4, Babe Ruth, en su primera temporada completa.

## Traspaso a Cleveland
Después de la victoria en la Serie Mundial de 1915, Speaker se distanció del presidente de los Red Sox, Joe Lanin, quien quería hacer un recorte en el salario del jugador entre US$15 000 a US$9000, dado que su average había caído a solo .322 a lo que el jugador se negó, rehusando firmar un contrato en tales condiciones. El 12 de abril de 1916, Lanin cambió a Speaker a los Cleveland Indians por Sam Jones, Fred Thomas y US$15 000.
Un molesto Speaker pidió US$10 000 dólares del monto que Boston había recibido y finalmente, con la ayuda del presidente de la Liga Americana, Ban Johnson, obtuvo la cantidad solicitada.
En sus 11 temporadas en Cleveland, Speaker bateó para un promedio de más de .350 en 10 de las mismas. De hecho, en 1916 Speaker cortó la racha de Ty Cobb de 9 títulos consecutivos de bateo en la Liga Americana al obtener un promedio de .386 contra los .371 de Cobb. El 9 de mayo de 1916, a su regreso a Boston, Speaker recibió un tributo no oficial por parte de los más de 15 000 fanáticos que se presentaron en el Fenway Park y aclamaron al jugador en cada jugada que realizó ese partido. En una reacción involuntaria, luego de un turno al bate, Speaker se dirigió al dugout de Boston, provocando los vítores del público presente en el estadio. Su regreso al estadio solo se vio empañado por la derrota de Cleveland 5-1. 
El 1 de septiembre de 1917, en un partido contra los Detroit Tigers, Speaker fue golpeado por un batazo mientras trataba de robar una base en la parte baja del primer inning. El bateador Joe Evans hizo swing y la bola salió de línea a la cara de Speaker, El mánager de Detroit, Hughie Jennings, como cortesía permitió que Speaker permaneciese en el campo de juego mientras la herida en su rostro era cosida. Elmer Smith jugó en el jardín central hasta el regreso de Speaker en la tercera entrada. 
Como jardinero central Speaker tenía una visión de juego tan acertada que para la mayoría de los bateadores era como un quinto infielder. Dos veces en 1914, el 21 de abril y el 8 de agosto, ejecutó un doble play sin asistencia en segunda base. Repitió esto en 1918 con Cleveland el 18 y 29 de abril, de hecho como mánager de los Indians insistía en que su equipo jugase en cuadro cerrado cubriendo la segunda base desde el center field para que el jugador de esa posición pudiese tener mayor movilidad para atrapar toques de bola, y enviando al shortstop a cubrir tercera mientras el tercera base podía estar atento a un toque de bola por ese vía.

## Jugador y mánager
Para todos los propósitos, Speaker era el asistente al mánager desde su llegada al equipo de Cleveland. El mánager Lee Fohl rara vez tomaba una decisión importante sin consultar con Speaker. Según Eugene Murdock en su libro Baseball Players and Their Times (ISBN 0-88736-235-4), George Uhle contaba acerca de un incidente ocurrido en su año de novato con los Indians en 1919:

de acuerdo con el escritor de Cleveland Franklin Lewis, el manager Lee Fohl había llegado a depender de tal forma en los consejos de Speaker que lo consultaba sobre los cambios de lanzador durante el juego. Si Speaker creía que debería hacerse un cambio le hacía una señal a Fohl hacia el dugout e incluso le decía cual era el jugador de reemplazo. En un juego a mitad de temporada cuando las cosas no iban muy bien, Speaker señaló a cierto lanzador para traerlo desde el bullpen, pero Fohl interpretó mal la señal y trajo a Fritz Coumbe en lugar del hombre al que Speaker había señalado. Al principio Speaker trató de corregir el error, pero luego se dio cuenta de que se hubiese visto como si estuviese revirtiendo la decisión del manager, entonces lo dejó pasar. Sucedió que Coumbe perdió el encuentro y esa noche Fohl renunció como manager y Speaker fue llamado a reemplazarlo. Esto hizo a Speaker sentirse mal porque creyó que era a causa suya el despido de Fohl.

54 años después, Uhle recordaba aún el incidente, pero no podía dar por hecho que quién dirigiese el equipo fuese Speaker porque aún era muy nuevo en el mismo. De cualquier forma el juego perdido por Coumbe fue gracias a un jonrón de Babe Ruth, en su último año con Boston. No era inusual que los Indians reemplazaran a un mánager a mitad de temporada por lo que la decisión de nombrar a Speaker jugador-mánager no fue inesperada.
En 1920 Speaker guio como jugador y mánager a los Indians a su primera Serie Mundial, a pesar de la muerte de Ray Chapman el 17 de agosto por un lanzamiento de Carl Mays, convirtiéndose en el único fallecido por una acción de juego en el campo en la historia de las Grandes Ligas. Uno de los acontecimientos que llevaron a importantes cambios en el reglamento referente a la pelota en juego y que darían final a la llamada Era de la Bola Muerta. 
En lo que fue llamada la atrapada que ganó el banderín para los Indians en 1920, cuando Cleveland enfrentaba a los Chicago White Sox en el juego final de temporada, Speaker atrapó un batazo rápido de Shoeless Joe Jackson hacia lo profundo del jardín derecho. En una carrera ciega hacia la pelota, Speaker se golpeó contra la pared de concreto del fondo del campo (aún no existían las vallas de seguridad) y cayó inconsciente pero aún sosteniendo la pelota para el out.
El 17 de mayo de 1925 Speaker conectó su hit 3000 ante el lanzador de los Senators Tom Zachary, convirtiéndose en el quinto jugador en alcanzar dicha marca y el segundo en hacerlo con la franquicia de Cleveland (Nap Lajoie fue el primero). Dos años después Zachary volvió a entrar en los anales de las historia del béisbol, esta vez al permitir a Babe Ruth conectar su jonrón número 60.
Speaker dirigió a Cleveland 1137 juegos, con una marca de 617-529 antes de retirarse como mánager -mas no como jugador- en 1926. Este retiro fue forzado por el escándalo en el que se vieron envueltos tanto Speaker como Ty Cobb por las falsas acusaciones realizadas por el lanzador Dutch Leonard en las que alegaba que ambos mánager apostaban en encuentros de sus propios equipos y que habían arreglado al menos un juego entre los Detroit Tigers y los Cleveland Indians, por lo que ambos fueron forzados a renunciar por el presidente de la Liga Americana, Ban Johnson, aún a pesar de que las acusaciones fueron retiradas y probadas como falsas posteriormente. El juez Kenesaw Mountain Landis, primer comisionado del béisbol de la mayores, descubrió que las acusaciones de Leonard eran hechas por su resentimiento luego de haber sido expulsado del béisbol organizado por, según él, una conspiración entre Speaker y Cobb. Cuando Leonard rehusó aparecer a una audiencia para discutir sus acusaciones el 5 de enero de 1927, Landis declaró inocentes tanto a Cobb como a Speaker y que podían ser restituidos a sus respectivos equipos. Sin embargo, ambos equipos dejaron saber a los jugadores que eran agentes libres y que podían firmar con el equipo que quisieran. Speaker firmó con los Washington Senators para la temporada de 1927, siendo liberado del su contrato en 1928, Cobb firmó con los Philadelphia Athletics. Finalmente en 1928 y cuando ambos tenían más de 20 años enfrentádose en la Liga Americana, Speaker se unió al equipo de Filadelfia para la que sería su última temporada, con solo 191 turnos al bate y un average de .267.

## Últimos años
Después de su retiro como jugador activo Speaker fue durante dos años el mánager del equipo Newark Bears de la International League, sustituyendo en esa misma posición a Walter Johnson. Fue miembro de la comisión de boxeo de la ciudad de Cleveland y posteriormente regresó como consejero y entrenador de los Cleveland Indians, ejerciendo este cargo desde 1947 -diez años después de su inclusión en el Salón de la Fama- hasta su muerte. 
En 1925 Tris Speaker se había casado con Mary Frances Cudahy. En diciembre de 1958 Tris Speaker falleció de un ataque cardiaco a la edad de 70 años.

## Estadísticas
| G    | AB    | R    | H    | 2B  | 3B  | HR  | RBI  | SB  | CS* | BB   | SO  | BA   | OBP  | SLG  | OPS* | TB*  | SH  | HBP |
| 2789 | 10195 | 1882 | 3514 | 792 | 222 | 117 | 1529 | 432 | 129 | 1381 | 220 | .345 | .428 | .500 | .928 | 5101 | 309 | 103 |

Nota: CS: atrapado al robo, OPS: porcentaje de slugging con jugadores en base, TB: bases totales alcanzadas.